# Броненосці типу «Гектор»
Броненосці типу «Гектор» — батарейні броненосці ВМС Великої Британії 1860-х років.

## Конструкція
Броненосці типу «Гектор», як і попередні броненосці «Дефенс», були розроблені як менші та дешевші версії броненосців типу «Воріор». Це були модифіковані версії типу «Дефенс» з додатковою бронею та потужнішими двигунами.

### Корпус та силова установка
Корпус поділявся водонепроникними поперечними перегородками на 92 відсіки і мав подвійне дно під машинним і котельним відділеннями. Кораблі були розроблені з дуже низьким центром маси і мали метацентричну висоту 1,4 м. 
Силова установка складалась з 6 котлів та 2-циліндрової парової машини потужністю 3256–3560 к.с. На випробуваннях «Гектор» показав максимальну швидкість у 12,36 вузлів, «Веліант» - 12,65 вузлів. Крім того, кораблі мали вітрильне оснащення за схемою барка.

### Озброєння
Озброєння кораблів мало складатись складати з 32 гладкоствольних 68-фунтових гармат з дульним заряджанням, по 15 з кожного борту на головній палубі та по одній у носовій і кормовій частині як переслідувальні гармати на верхній палубі. Під час будівництва «Гектора» його озброєння було модифіковано до чотирьох нарізних 110-фунтових гармат із казенним заряджанням, встановлених на верхній палубі, і двадцяти чотирьох 68-фунтових гармат на борту. «Веліант», через затримки в будівництві та нестачу гармат, так і не отримала жодної з цих гармат. 
Гармати з каезннозарядними частинами були новою конструкцією Армстронга, і на них покладалися великі надії. Щоб частково полегшити стан надмірної ваги, кораблі не були повністю озброєні і отримали лише чотири 110-фунтових на верхній палубі та двадцять 68-фунтових на головній палубі за бронею. Проте випробувальні стрільби, проведені у вересні 1861 року по броньованій цілі, довели, що 110-фунтова гармата поступалася 68-фунтовій гладкоствольній гарматі в бронепробивності, та була ненадійною, що неодноразово призводило до вибухів у казенній частині.
Під час модернізації у 1867–1868 роках «Гектор» був переозброєний шістнадцятьма 7-дюймовими та двома 8-дюймовими (203 мм) нарізними дульнозарядними гарматами. «Веліант» отримав ці гармати як своє початкове озброєння.

### Бронювання
Кораблі мали кований залізний броньовий пояс за ватерлінією товщиною 114 мм, який охоплював 65,8 м посередині і залишав незахищеними ніс і корму. Для захисту від вогню пояс був закритий 114-мм поперечними перегородками на кожному кінці на рівні нижньої палуби. Броня простягалася на 1,7 м нижче ватерлінії. Головну палубу захищала смуга броні, яка проходила по всій довжині корабля. Вона мав  товщину 114 мм при довжині 67 м і звужувався до товщини 64 мм на кінцях корабля. Броня була підкріплена тисовими брусами загальною товщиною 457 мм. Відсутність броні на кормі означало, що рульовий механізм був дуже вразливим.

## Представники
| Корабель              | Будівник                       | Закладений          | Спущений на воду     | Вступив у стрій      | Доля корабля               |
| --------------------- | ------------------------------ | ------------------- | -------------------- | -------------------- | -------------------------- |
| «Гектор» HMS Hector   | Robert Napier and Sons, Говань | 8 березня 1861 року | 26 вересня 1862 року | 22 лютого 1864 року  | Зданий на злам у 1905 році |
| «Веліант» HMS Valiant | Westwood, Baillie, Лондон      | лютий 1861 року     | 14 жовтня 1863 року  | 15 вересня 1868 року | Зданий на злам у 1956 році |